# マルジョレーヌ
マルジョレーヌ（フランス語: marjolaine）、ガトー・マルジョレーヌ（フランス語: gâteau marjolaine）はフランスで考案されたレイヤーケーキ。「世界最高のデザート」とも称される。
1950年代にフェルナン・ポワンが考案した。
ダックワーズ生地に泡立てた生クリーム、プラリネクリーム、ガナッシュの3種の生クリームを挟む。当時はバタークリームが主流だった時代であり、生クリームを用いたのは軽やかさを目指していたものと推測される。デザートにあっさりしたものを食べたければ、果物かアイスクリームしかなかった時代であり、どっしりした料理に負けないマルジョレーヌはポワンがオーナーシェフを務めていたレストラン「ラ・ピラミッド」の客から絶賛を浴びた。
また、ゼラチンやペクチンといった凝固させる材料は用いられておらず、「料理人の発想でできたケーキ」と推測されることもある。
「ラ・ピラミッド」で提供されていたものは店名の由来でもあるピラミッドのフォルムが粉砂糖でデコレーションされていた。